# Laverna
Laverna a la mitologia romana, va ser la deïtat protectora dels lladres i els impostors.
Tenia una cova consagrada al seu culte a la via Salària i un altar proper a la Porta Lavernalis (porta que agafava el nom de la deïtat). El seu nom, probable contracció de Lativerna, podria derivar del verb latere, el grec λαβεῖν i el sànscrit labh, o potser de levare i levator (lladre).